# Apamea ingloria
Apamea ingloria là một loài bướm đêm trong họ Noctuidae.